# Kuchengarten
Kuchengarten war der Name zweier Gaststätten in östlichen Vororten von Leipzig. Nach der Eröffnung der zweiten wurde die erste der beiden Gaststätten Großer Kuchengarten und die zweite Kleiner Kuchengarten genannt. Der Große Kuchengarten, in dem auch der junge Goethe zu Gast war, war über ein Jahrhundert lang ein berühmter Kaffeegarten und außerdem eine bekannte Gartenanlage, die aus einem Nutzgarten hervorgegangen war.

## Großer Kuchengarten

### Lage

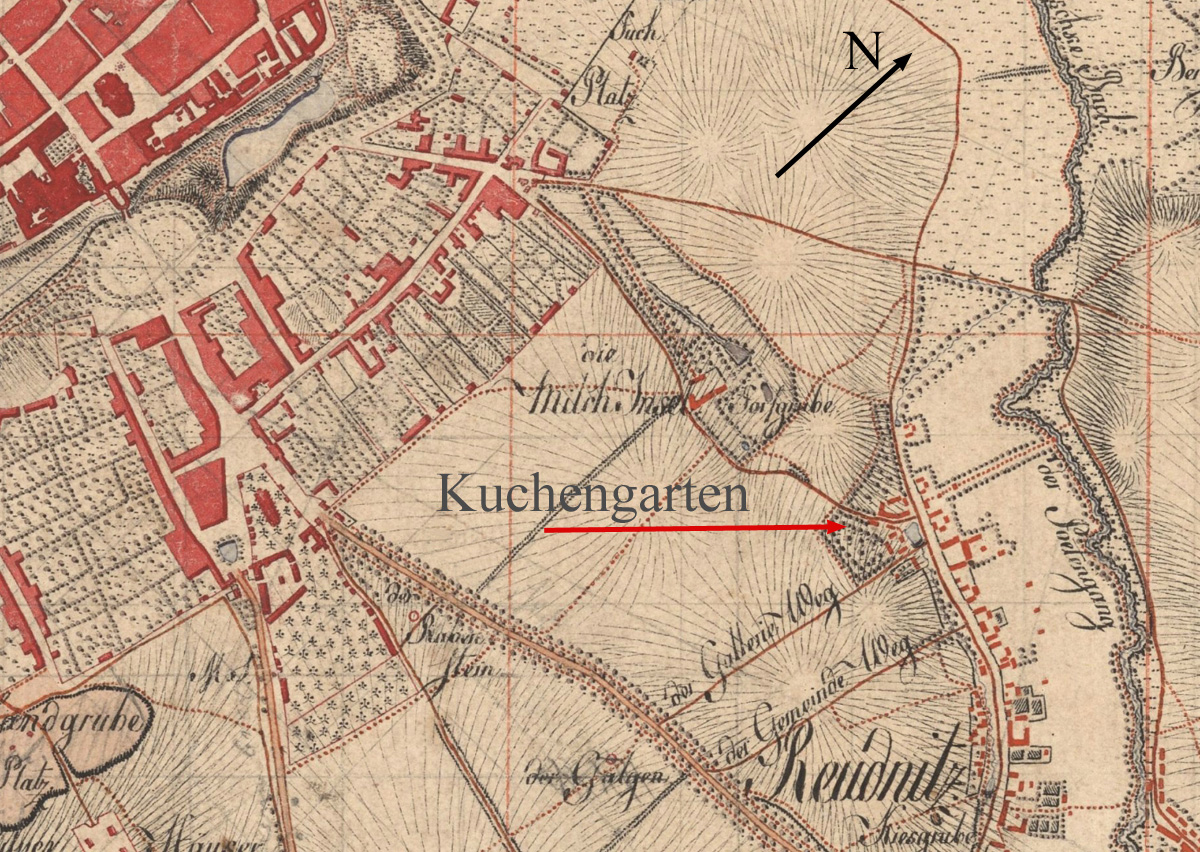
Der Kuchengarten, markiert auf einer Karte von 1802

Die zunächst nur Kuchengarten heißende Gaststätte befand sich in Reudnitz, einem Dorf etwa 1,5 Kilometer östlich von Leipzig. Das Gebiet östlich Leipzigs hieß auch die Kohlgärten, da es Leipzig mit Gemüse versorgte. Um nach Reudnitz zu gelangen, verließ man das alte Leipzig durch das Hintertor (auch Schönefelder oder Tauchaer Tor) am Ende der Hintergasse (heute Schützenstraße). Vorbei an der Milchinsel, ebenfalls einem Ausflugslokal, erreichte man Reudnitz.
Reudnitz hatte schon städtischen Charakter angenommen, als es 1888 nach Leipzig eingemeindet wurde. Lange vorher hatten auch hier die Straßen Namen bekommen, und so lautete die Adresse des Kuchengartens Grenzstraße 21. Die Grenzstraße hieß so, da sie die Flurgrenze zwischen der Stadt Leipzig und dem Dorf Reudnitz bildete. Der historische Kuchengarten lag aber schon auf Reudnitzer Flur. Die Straße behielt ihren Namen, bis sie zur vierspurigen Bundesstraße 2 ausgebaut und zur Ludwig-Erhardt-Straße wurde. Das Areal des gesamten Kuchengartens – den Nutzgarten inbegriffen – ist in etwa mit dem Geviert zwischen Kohlgartenstraße (früher die Dorfstraße von Reudnitz), Klasingstraße, Kreuzstraße und Grenzstraße (heute Ludwig-Erhard-Straße) zu umreißen. Die Anlage des Kuchengartens hatte demnach eine Fläche zwischen vier und fünf Hektar.
(Karte)

### Geschichte
Ursprünglich war der spätere Kuchengarten keine Vergnügungsstätte, sondern wie die Kohlgärten (1492 als Kohlgart erstmals urkundlich erwähnt) in der Rietzschke-Aue ein Nutzgarten vor allem für den Obstanbau (Kirschen, Pflaumen, Beeren). Das blieb auch so, als sich der Kuchengarten zu einem bevorzugten Ausflugsort für die Leipziger entwickelte. 1763 erbte die Ehefrau des Zimmermeisters Samuel Händel (auch Hendel) den bereits seit mindestens 1755 in Reudnitz bestehenden Kaffeegarten. Händel baute das Unternehmen aus und erwarb außerdem eine Schanklizenz. Er stellte zudem das Kuchenangebot mit Früchten aus dem eigenen Garten in den Vordergrund und erreichte damit großen Zuspruch. Der Kuchengarten war entstanden.
1774 übernahm sein Sohn Heinrich das Lokal und führte es vor allem durch das Kuchenangebot zu besonderem Glanz. Unter Studenten hatte er den Beinamen „Kuchenprofessor“. Obwohl man zu dieser Zeit in Leipzig noch echte Lerchen auf den Tellern hatte, soll es bei Händel schon das Gebäck „Leipziger Lerchen“ gegeben haben.
Nach dem Tode Heinrich Händels heiratete seine Witwe den Bäcker Heinrich Pufendorf. Beide führten das Geschäft so erfolgreich, dass 1820 ein Neubau mit nun schon städtischem Charakter errichtet werden konnte. 1829 folgte ein Saal für Konzerte und Tanzveranstaltungen. Inmitten des Kaffeegartens stand auch ein Musikpavillon. 1822 hatte Händels Tochter Dorothea den Leipziger Gewandhaus-Musiker Carl Traugott Queisser geheiratet, welcher um 1840 als Inhaber des Kuchengartens genannt wurde. Queisser trat bei den dortigen, von ihm organisierten Musikveranstaltungen auch selbst als Solist auf; 1841/42 verkaufte er aus unbekannten Gründen das Objekt und bezog eine Leipziger Mietwohnung.
In den Jahren von etwa 1825 bis 1845 hatte der Kuchengarten wegen der regelmäßigen Gartenkonzerte prominente Besucher der Musikszene, die da auch selbst Konzerte gaben. Felix Mendelssohn Bartholdy schrieb 1835 an seinen Vater, die Ouvertüre zum Sommernachtstraum werde „im großen Kuchengarten und früh bei den Brunnengästen von vollständigen Orchestern mit Saiteninstrumenten im Freien“ aufgeführt. Clara und Robert Schumann, die bis 1844 unweit des Kuchengartens im heutigen Schumann-Haus wohnten, waren häufiger Gäste des Kuchengartens.

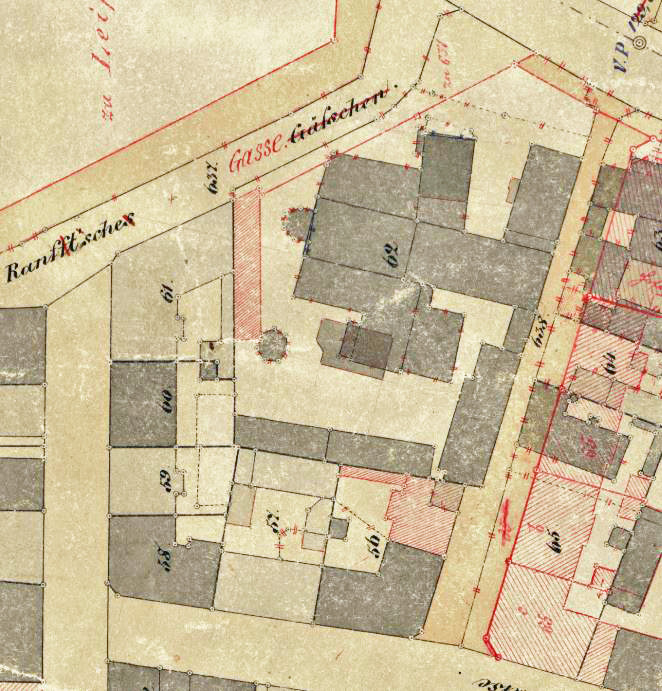
Liegenschaftskarte von 1880: Zustand nach der Parzellierung. Gotisches Haus (62) mit angrenzendem Wirtshausgebäude. Ehemaliger Musikpavillon als Rundbau (mittig).

1861 kaufte der englische Stahlstecher, Maler und Illustrator Albert Henry Payne (1812–1902) das Grundstück des Kuchengartens. 1862 stellte der Kuchengarten seinen gastronomischen Betrieb ein, und Payne betrieb fortan im kurz zuvor errichteten sogenannten Gotischen Haus seine bereits 1845 in Leipzig gegründete Englische Kunstanstalt, die später sein Sohn als Verlag fortführte. Der Payne-Verlag wurde erst 1952 aus dem Handelsregister gelöscht. 1875 parzellierte Payne das Kuchengartengrundstück für weitere Bebauung. Aus der Fläche entwickelten sich sieben Bauparzellen, die bis Ende der 1870er Jahre in Hausgrundstücke umgewandelt wurden. Diese bildeten zum Teil die Straßenfronten der unteren Grenzstraße, der Kuchengartenstraße sowie der Gabelsberger Straße. Der Musikpavillon wurde zum Bienenhaus und später Werkschuppen.

Wirtshausgebäude vor dem Umbau im Jahr 1920

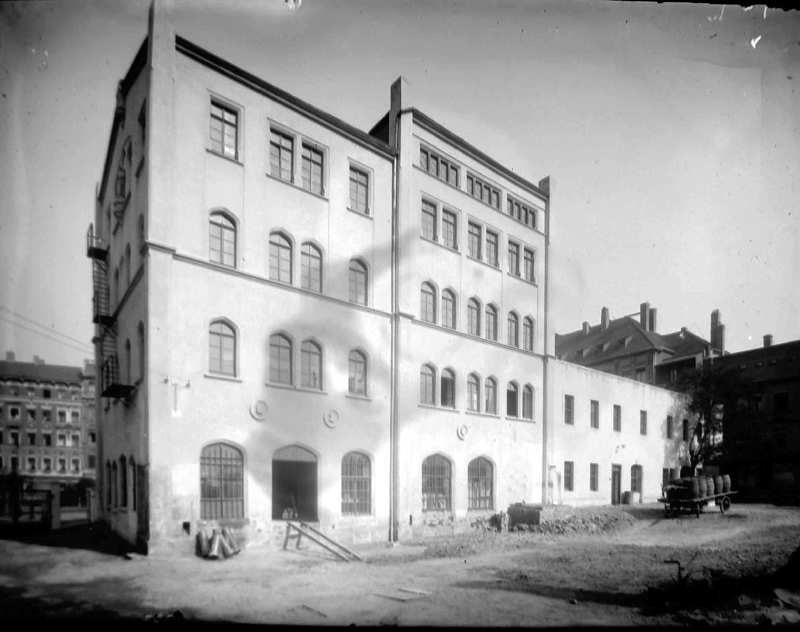
Nach dem Umbau von 1920: Gotisches Haus (links), Wirtshausgebäude (rechts)

Am 2. März 1920 erwarb der Deutsche Buchdrucker-Verein das Grundstück und richtete dort eine „Materialbeschaffungsstelle für das graphische Gewerbe“ ein. Das ehemalige Wirtshausgebäude aus dem Jahr 1763, das im Laufe der Zeit mehrfach umgebaut worden war, erhielt dabei ein neues erstes Obergeschoss mit flachem Dach. Der bisherige Saalflügel wurde abgerissen und durch ein separates Pförtnerhaus ersetzt. An dessen Westseite befand sich früher der Backofen, in dem einst die Kuchen des Kuchengartens gebacken wurden.
In den späten 1930er Jahren waren nur noch wenige Spuren des historischen Kuchengartens erhalten. Am ehemaligen Wirtshausgebäude befand sich über einer zu einem Fenster vermauerten Tür weiterhin das Hauseignerzeichen mit der Jahreszahl „SH / 1763“. Im Saal des Erdgeschosses waren noch hölzerne Deckenträger sichtbar. Im ersten Obergeschoss erinnerte eine Büste mit Gedenktafel an die Aufenthalte Goethes während seiner Leipziger Zeit. Einige der bis in die 1930er Jahre erhaltenen Bäume werden dem 18. Jahrhundert zugeschrieben.
Schwere Beschädigungen im Zweiten Weltkrieg als Folge der Luftangriffe auf das Graphische Viertel und nachfolgende Bebauungen im heutigen Kreuzstraßenviertel ließen vom Kuchengarten in seiner ehemaligen Lage nichts mehr bestehen. Lediglich die Kuchengartenstraße markiert noch ungefähr die Mitte der ehemaligen Gartenanlage.

### Goethe und der Kuchengarten
Als Johann Wolfgang Goethe – damals noch ohne „von“ im Namen – von 1765 bis 1768 als Student in Leipzig weilte, führten ihn seine Ausflüge auch des Öfteren in den Kuchengarten zu Reudnitz. Im zweiten Teil, siebentes Buch von Aus meinem Leben. Dichtung und Wahrheit nimmt er Bezug auf einen solchen Besuch.

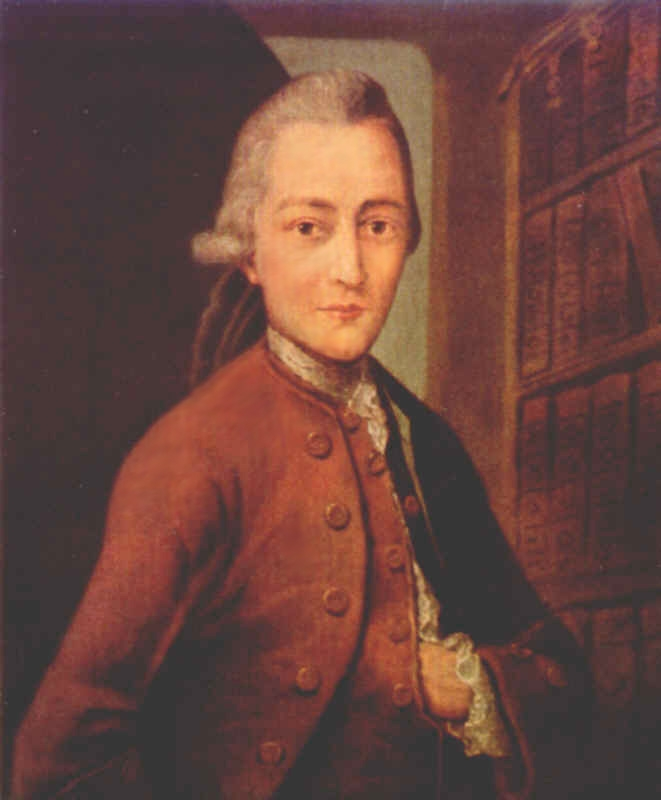
Goethe kurz vor seiner Studentenzeit in Leipzig

Der Leipziger Professor Christian August Clodius (1737–1784) gebrauchte in seinen Gelegenheitsgedichten gern schwülstige Formulierungen und zahlreiche Fremdwörter, was ihm den Spott der Studenten einbrachte. Deshalb, wie Goethe schreibt, „versammelte (ich) in lustiger Stunde jene Kraft- und Machtworte in eine Ode an den Kuchenbäcker Hendel“. Er schrieb das Gedicht – wie wohl zu jener Zeit üblich, da sich schon mehrere dort befanden – mit Bleistift an die Wand.
O Hendel, dessen Ruhm vom Süd zum Norden reicht,

Vernimm den Päan, der zu deinen Ohren steigt!

Du bäckst, was Gallier und Briten emsig suchen,

Mit schöpfrischem Genie, originelle Kuchen.

Des Kaffees Ozean, der sich vor dir ergießt,

Ist süßer als der Saft, der vom Hymettus fließt.

Dein Haus, ein Monument, wie wir den Künsten lohnen,

Umhangen mit Trophän, erzählt den Nationen:

Auch ohne Diadem fand Hendel hier sein Glück,
Und raubte dem Kothurn gar manch Achtgroschenstück.

Glänzt deine Urn dereinst in majestät'schem Pompe,

Dann weint der Patriot an deiner Katakombe.

Doch leb! dein Torus sei von edler Brut ein Nest,

Steh hoch wie der Olymp, wie der Parnassus fest!

Kein Phalanx Griechenlands mit römischen Ballisten

Vermög Germanien und Hendeln zu verwüsten.

Dein Wohl ist unser Stolz, dein Leiden unser Schmerz,

Und Hendels Tempel ist der Musensöhne Herz.
Goethe logierte als Student 1767 und 1768 im Sommer und zu Messezeiten in einer Bauernstube des Wirtschaftsgebäudes des Hahnemannschen Gutes, da er dann sein Stadtquartier in der Großen Feuerkugel am Neumarkt für den Besitzer räumen musste. Das Gut befand sich in der Dorfstraße 6 (seit 1842 Kohlgartenstraße 29, Ecke Konstantinstraße), welches später „Hahnemanns Gasthof“ hieß. Es lag direkt gegenüber dem Lokal des Kuchengartens (heute Kohlgartenstraße 18). Möglicherweise auf Empfehlung von Samuel Händel hatte er das Sommer- und Ausweichquartier während der Messe für sich entdeckt und bezogen. Die ländliche Idylle der Kohlgärten und des Rietzschke-Baches – dem entlang ein Weg Poetengang hieß (siehe obige Karte) – mag ihn zu dem Vers inspiriert haben, von dem angenommen wird, dass er hier entstanden ist.
Es ist mein einziges Vergnügen,

Wenn ich entfernt von jedermann,

Am Bache bey den Büschen liegen,

An meine Lieben denken kann.

## Kleiner Kuchengarten

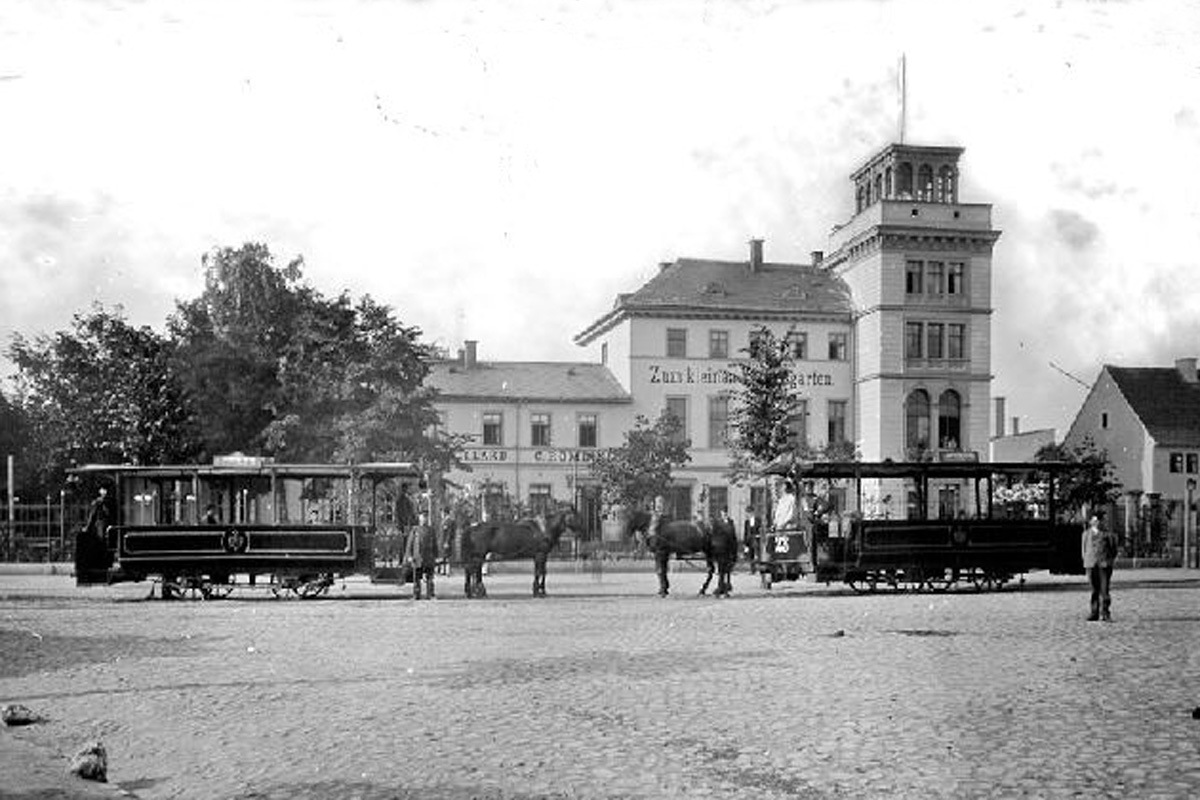
Der Kleine Kuchengarten um 1890

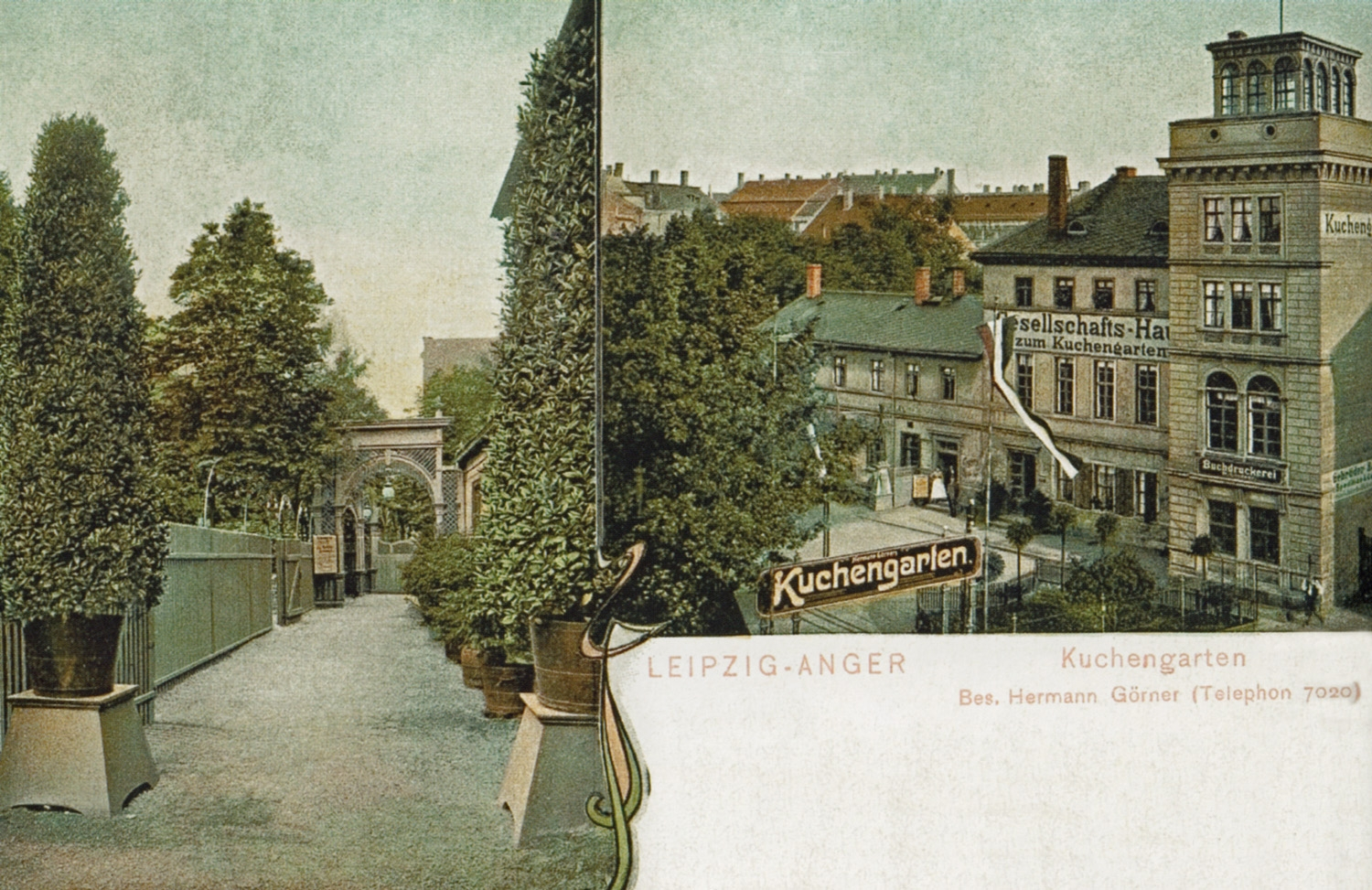
Der Kleine Kuchengarten als Gartenlokal um 1908

1828 eröffnete in Anger in der Breiten Straße 2 gegenüber der Einmündung der Wurzner Straße (Karte) der Kleine Kuchengarten, der von selbst, wohl unter Anerkennung der Größe des anderen, von Anfang an das Adjektiv im Namen führte.
Auch der Kleine Kuchengarten ist verschwunden. Lediglich das kleine, sich links anschließende Gebäude mit reichlich Grün dahinter existiert noch.